# إيزيدورو أسيفيدو
إيزيدورو أسيفيدو هو كاتب ونقابي وسياسي إسباني، ولد في 2 يناير 1867 في Luanco ‏ في إسبانيا، وتوفي في 1952 في موسكو في روسيا. نشط حزبياً في الحزب الشيوعي الإسباني.